# Weißfußmäuse

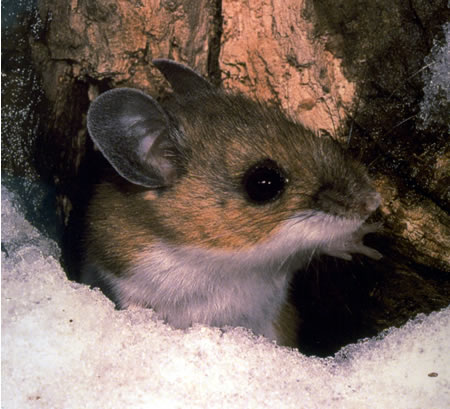
Hirschmaus (Peromyscus maniculatus)

Die Weißfußmäuse oder Hirschmäuse (Peromyscus) sind eine artenreiche, in Nord- und Mittelamerika lebende Nagetiergattung aus der Gruppe der Neuweltmäuse. Sie umfassen rund 60 Arten.

## Merkmale
Weißfußmäuse erreichen eine Kopfrumpflänge von 7 bis 17 Zentimeter, wozu noch ein 4 bis 21 Zentimeter langer Schwanz kommt. Das Gewicht variiert von 15 Gramm bei einigen Arten im Norden des Verbreitungsgebietes bis zu 110 Gramm. Das Fell ist üblicherweise an der Oberseite goldgelb, grau oder bräunlich gefärbt, die Unterseite ist weiß. Es gibt jedoch auch Arten, die nahezu komplett weißlich oder schwärzlich sind. Die Ohren sind groß und mit feinen Haaren bedeckt, der Schwanz ist behaart und endet oft in einer Quaste.

## Verbreitung und Lebensraum
Das Verbreitungsgebiet der Weißfußmäuse erstreckt sich vom südlichen Alaska über Kanada, das zusammenhängende Staatsgebiet der USA  und Mexiko bis nach Panama. Sie kommen in verschiedensten Lebensräumen vor, von Gebirgsregionen über Wälder und Grasländer bis in Wüstengebiete.

## Lebensweise
Weißfußmäuse kommen oft in großer Individuenzahl vor und zählen in den von ihnen bewohnten Gebieten zu den häufigsten Säugetieren. Sie sind vorwiegend nachtaktiv. Als Ruheplätze legen manche Arten Nester aus Gräsern und anderem Pflanzenmaterial an, andere Arten ziehen sich in Felsspalten oder andere Unterschlupfe zurück. Viele Arten sind sozial und leben in Familien oder anderen kleinen Gruppen.
Ihre Nahrung besteht aus Samen, Nüssen, Früchten, Insekten und anderen wirbellosen Tieren sowie Aas.

## Fortpflanzung

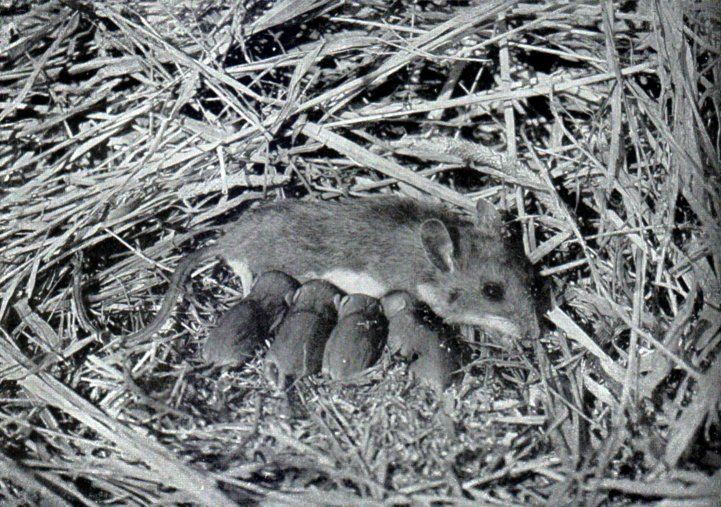
Weißfußmausweibchen mit Jungtieren

Wenn das Klima nicht zu kalt oder zu heiß ist, kann die Fortpflanzung das ganze Jahr über erfolgen. Nach einer rund 21- bis 27-tägigen Tragzeit bringt das Weibchen durchschnittlich 3,4 (1 bis 9) Jungtiere zur Welt. Diese öffnen mit zwei Wochen die Augen und werden mit drei bis vier Wochen entwöhnt. Mit 30 bis 50 Tagen kann die Geschlechtsreife eintreten. Es sind sehr fruchtbare Tiere, im Labor kann ein Weibchen 14 Würfe im Jahr austragen.
Die meisten Tiere in freier Wildbahn werden keine 2 Jahre alt, in menschlicher Obhut ist ein Alter von über 8 Jahren belegt.

## Weißfußmäuse und Menschen
Weißfußmäuse sind leicht zu züchten und werden auch darum häufig in Tierversuchen eingesetzt. Während die nordamerikanischen Arten oft weit verbreitet und häufig sind, bewohnen etliche mittelamerikanische Arten nur kleine Gebiete oder nur kleine Inseln und sind darum gefährdet. Die Pemberton-Hirschmaus (P. pembertoni), die Chadwick-Beach-Baumwollmaus (P. gossypinus restrictus) und die Riesenhirschmaus (P. nesodytes). sind ausgestorben, einige weitere bedroht oder gefährdet.
Weißfußmäuse können einige zum Teil potentiell lebensbedrohliche Krankheitserreger auf den Menschen übertragen, zum einen Hantaviren, zum anderen dienen sie als Zwischenwirt für die Erreger von Ehrlichiose, Babesiose und Borreliose, die über Zecken auf den Menschen übertragen werden.

## Systematik
Insgesamt können rund 60 Arten der Weißfußmäuse unterschieden werden:
- Die Texas-Maus (Peromyscus attwateri) ist in den südlichen USA von Texas bis Arkansas verbreitet.
- Die Aztekenmaus (Peromyscus aztecus) kommt vom mittleren Mexiko (Veracruz und Guerrero) bis Honduras vor.
- Die Orizaba-Hirschmaus (Peromyscus beatae) lebt von Mexiko bis Honduras.
- Die Unterholz-Hirschmaus (Peromyscus boylii) ist in weiten Teilen der südwestlichen USA und Mexikos beheimatet.
- Peromyscus bullatus ist nur von zwei Stellen im mexikanischen Bundesstaat Veracruz bekannt. Die Art gilt laut IUCN als stark gefährdet (endangered).
- Die Kalifornische Maus (Peromyscus californicus) lebt in Kalifornien und der mexikanischen Halbinsel Niederkalifornien.
- Die Burt-Hirschmaus (Peromyscus caniceps) ist auf der mexikanischen Insel Monserrat endemisch. Sie gilt als gefährdet.
- Die Canyonmaus (Peromyscus crinitus) lebt in den westlichen USA und dem nordwestlichen Mexiko.
- Die Dickey-Hirschmaus (Peromyscus dickeyi) ist auf der Insel Tortuga bei Niederkalifornien endemisch. Sie wird von der IUCN als stark gefährdet gelistet.
- Peromyscus difficilis kommt in Mexiko von Chihuahua bis Oaxaca vor.
- Die Kaktusmaus (Peromyscus eremicus) lebt in den Südwest-USA und Nordmexiko.
- Peromyscus eva lebt auf der Halbinsel Niederkalifornien.
- Peromyscus fraterculus ist in Kalifornien und Niederkalifornien beheimatet.
- Die Schwarze Hirschmaus (Peromyscus furvus) bewohnt Gebirgsregionen im östlichen Mexiko.
- Peromyscus gardneri kommt in Guatemala vor.[1]
- Die Baumwollmaus (Peromyscus gossypinus) lebt in weiten Teilen der südöstlichen USA.
- Die Große Hirschmaus (Peromyscus grandis) ist nur aus Guatemala bekannt, möglicherweise aber weiter verbreitet.
- Peromyscus gratus bewohnt das westliche und südwestliche Mexiko.
- Peromyscus guardia lebt auf mehreren Inseln (Ángel de la Guarda, Granito und Mejía) im Golf von Kalifornien.
- Die Guatemala-Hirschmaus (Peromyscus guatemalensis) kommt in Südmexiko und Guatemala vor.
- Die Nacktohr-Hirschmaus (Peromyscus gymnotis) ist vom südlichen Mexiko bis Nicaragua verbreitet.
- Peromyscus hooperi ist im nördlichen Mexiko beheimatet.
- Peromyscus hylocetes lebt in Gebirgsregionen im westlichen Mexiko.
- Die San-Lorenzo-Hirschmaus (Peromyscus interparietalis) ist auf den San-Lorenzo-Inseln im Golf von Kalifornien endemisch.
- Die British Columbia-Hirschmaus (Peromyscus keeni) ist in Alaska und dem westlichen Kanada beheimatet.
- Die Nördliche Weißfessel-Hirschmaus (Peromyscus laceianus) lebt in südwestlichen Bundesstaaten der USA.
- Die (Eigentliche) Weißfußmaus (Peromyscus leucopus) kommt in Südkanada, weiten Teilen der mittleren und östlichen USA  sowie Mexiko vor.
- Peromyscus leucurus ist in den tropischen Tieflandswäldern des südöstlichen Mexikos heimisch; gehörte ursprünglich zur Hochebenenmaus.[2]
- Peromyscus levipes lebt in Gebirgsregionen im östlichen Mexiko.
- Die Tres-Marias-Hirschmaus (Peromyscus madrensis) ist auf den Tres-Marias-Inseln vor der Westküste Mexikos endemisch. Sie gilt als gefährdet.
- Die (Eigentliche) Hirschmaus (Peromyscus maniculatus) zählt zu den weitverbreitetsten Arten und kommt von Nordkanada bis Südmexiko vor.
- Peromyscus mayensis ist nur aus einem kleinen Gebiet in Guatemala bekannt und gilt als stark gefährdet.
- Peromyscus megalops lebt in Wäldern im südlichen Mexiko.
- Die Puebla-Hirschmaus (Peromyscus mekisturus) kommt nur im mexikanischen Bundesstaat Puebla vor und gilt als gefährdet.
- Die Zempoaltec-Hirschmaus (Peromyscus melanocarpus) ist in Gebirgswäldern in Südmexiko beheimatet.
- Die Hochebenenmaus (Peromyscus melanophrys) lebt in Mittel- und Südmexiko.
- Die Schwarzohrmaus (Peromyscus melanotis) ist in Gebirgsregionen im östlichen Mexiko beheimatet.
- Die Schwarzschwanzmaus (Peromyscus melanurus) ist in Oaxaca endemisch und wird von der IUCN als gefährdet gelistet.
- Die Merriam-Hirschmaus (Peromyscus merriami) lebt in Arizona und Nordost-Mexiko.
- Die Mexikanische Hirschmaus (Peromyscus mexicanus) kommt vom mittleren Mexiko bis Panama vor.
- Peromyscus micropus kommt in den tropischen Laubwäldern der Tiefländer im westlichen Mexiko vor; gehörte ursprünglich zur Hochebenenmaus.[2]
- Peromyscus nasutus ist von Colorado und Utah bis nach Nordmexiko verbreitet.
- Die Riesenhirschmaus (Peromyscus nesodytes) war auf San Miguel Island vor Kalifornien endemisch. Die Art ist ausgestorben.
- Peromyscus ochraventer lebt in Wäldern im östlichen Mexiko.
- Die Südliche Weißfessel-Hirschmaus (Peromyscus pectoralis) kommt im nördlichen und mittleren Mexiko vor.
- Die Pemberton-Hirschmaus (Peromyscus pembertoni), die auf der Insel San Pedro Nolasco lebte, ist ausgestorben.
- Peromyscus perfulvus bewohnt Küstengebiete im westlichen Mexiko.
- Die Küstenmaus (Peromyscus polionotus) ist in den südöstlichen USA weitverbreitet. Es gibt einige Unterarten, die sich auf Sanddünen als Lebensraum spezialisiert haben, und die bedroht sind.
- Die Chihuahua-Maus (Peromyscus polius) lebt nur im westlichen Chihuahua und gilt als gefährdet.
- Peromyscus pseudocrinitus ist im südlichen Niederkalifornien endemisch. Die IUCN listet sie als „vom Aussterben bedroht“.
- Peromyscus sagax ist nur vom mexikanischen Staat Michoacán bekannt, ihr genaues Verbreitungsgebiet ist unklar.
- Die Santa-Cruz-Hirschmaus (Peromyscus sejugis) lebt auf den Inseln Santa Cruz und San Diego im Golf von Kalifornien.
- Peromyscus simulus ist in den mexikanischen Staaten Sinaloa und Nayarit verbreitet.
- Die Catalina-Hirschmaus (Peromyscus slevini) ist auf der Catalina-Insel vor Niederkalifornien endemisch. Die Art gilt als vom Aussterben bedroht.
- Peromyscus spicilegus bewohnt Gebirgsregionen im westlichen Mexiko.
- Die San-Esteban-Hirschmaus (Peromyscus stephani) ist auf der Insel San Esteban in Mexiko endemisch und gilt als stark gefährdet.
- Die Stirton-Hirschmaus (Peromyscus stirtoni) ist von Guatemala bis Nicaragua verbreitet.
- Die Pinyon-Hirschmaus (Peromyscus truei) kommt in den westlichen USA und Nordwestmexiko vor.
- Peromyscus winkelmanni bewohnt ein kleines Gebiet im südlichen Mexiko.
- Peromyscus yucatanicus lebt auf der Halbinsel Yucatán.
- Peromyscus zamorae ist im Hochland von Mexiko in Höhen über 1500 m verbreitet; gehörte ursprünglich zur Hochebenenmaus.[2]
- Die Chiapas-Hirschmaus (Peromyscus zarhynchus) bewohnt ein kleines Gebiet in Chiapas und gilt als gefährdet.

Manchmal werden noch die Isthmusratten (Isthmomys), die Thomas-Hirschmäuse (Megadontomys), Habromys sowie die Michoacán-Hirschmaus (Osgoodomys) in diese Gattung eingegliedert.
Der wissenschaftliche Gattungsname ist aus den griechischen Worten pera (Tasche/Beutel), mys (Maus) und der Verkleinerungsform iscus gebildet.